# بروسيانسكيي
بروسيانسكيي (بالروسية: Брусянский) هي مدينة في مقاطعة تولا أوبلاست في روسيا.